# 코텔니치

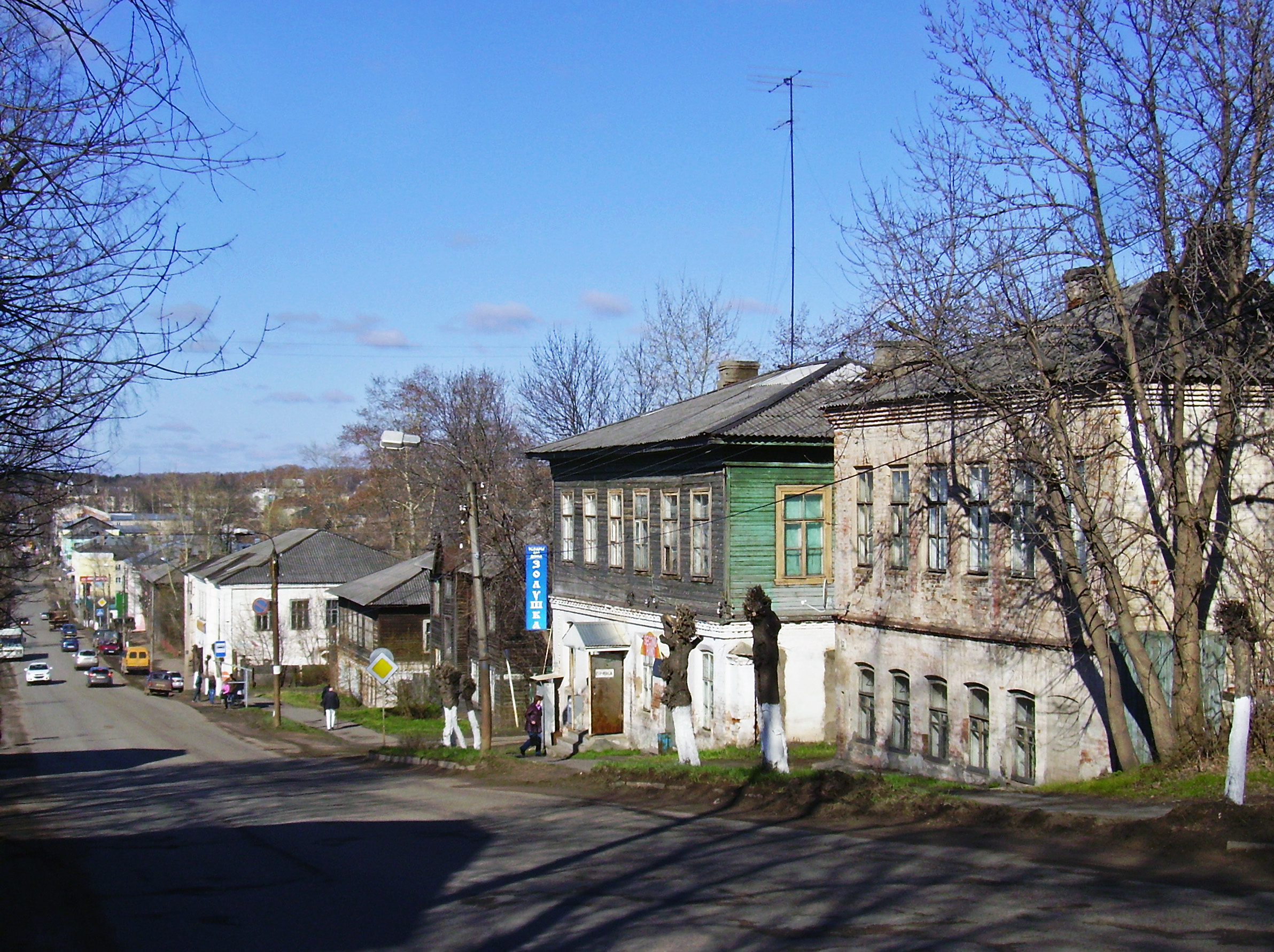

코텔니치(러시아어: Котельнич)는 러시아 키로프주의 도시이다. 뱟카 강에 접해있다. 인구는 26,200명(2004년)이다.
모스크바로부터 북쪽으로 약 850km떨어져 있다. 시베리아 철도가 통과한다. 1780년에 도시로서 등록되었다.
1944년, 제2차 세계 대전중에 소련군의 포로가 된 헝가리의 병사 토머 언드라시는 1947년 코텔니치의 병원에 수용되었다. 그때부터 그의 존재는 잊어버려 헝가리어를 아는 의사가 우연히 발견할 때까지, 56년간에 걸쳐 억류되었다. 2000년 8월에 헝가리에 귀국해, "제2차 세계 대전의 마지막 포로"로 화제가 되었다.